# Sermyloides cribellata
Sermyloides cribellata es una especie de insecto coleóptero de la familia Chrysomelidae.
Fue descrita científicamente en 1991 por Yang.